# Езерни миуоки
Езерните миуоки (на английски: Lake Miwok) са част от по-голямата етническа група миуоки, живееща в централната част на Калифорния. Езерните миуоки живели в басейна на Клеър Лейк в 24 села разположени около малки потоци и в долини южно от езерото и наброявали около 500 души през 1770 г. През 1848 г. били около 200, а до 1920 г. останали едва 20. Били езиково изолирани от останалите миуоки, по-близки с Крайбрежните, отколкото с Източните миуоки.

## Име
Когато говорят английски Езерните миуоки наричат себе си „помо“. А на собствения им език се наричат „Ко-ча – хора“. Алфред Крьобер прилага термина Лейк миуок или Севернокрайбрежни миуоки, докато други антрополози използват и термина Северни мокуелумнан. Известни са и с имената на две от техните села Ту’лейоми (Туливони, Тулеамме) и Оле’йоми.

## Култура
Били предимно ловци-събирачи като основни храни били жълъдите, различни други ядки и семена, диви плодове и растения. Ловували главно елени, мечки, дребни животни и птици. В по-големите потоци ловяли риба. Изработвали кошници с отлично качество. Основно жилище било кръгла дървена колиба покрита с туле, листа и кал. Големи церемониални къщи (ламма) били построени по-същия начин, но били по-големи и с тунел за вход. Колибите за изпотяване били малки куполообразни постройки покрити с пръст. През лятото правели обикновени открити навеси покрити с туле. Основно политическо обединение било селото ръководено от вожд (хоипу), чиято позиция била наследствена. Помагал му втори вожд (малле). Шаманите (йомта) били церемониалните и религиозни лидери на обществото и били два вида. Едните били лечители, които лекували болестите чрез изсмукване, а вторите също лечители, но които лекували чрез магическа сила с пеене и танци. Новите шамани придобивали своята сила или били обучавани от възрастните шамани. Духовете-пазители често са били източник на силата на шаманите. Те казвали на шамана методите на лекуване на някоя болест. Сънуването на лечебна песен се смятало за призив към шамана. Ако той не отговорел се смятало, че това ще доведе до смърт или осакатяване. Или по-точно, ако някой сънувал песен, която можело да излекува някой човек, а той откажел да я пее. Мечият шаманизъм също бил практикуван от членове на тайно общество.
Бракът бил уреждан от родителите на двойката и се формализирал след размяната на подаръци. При смърт на съпруга жената се женела за негов брат, а при смърт на съпругата мъжът се женел за нейна сестра. Браковете със съседните племена били често срещани. Мъртвите били кремирани или погребвани, но след кремацията останките не били погребвани веднага. Погребенията били време на траур за всички билзки роднини. Според Джон Найт Езерните миуоки били единствените възрастни индианци, които плачели при погребения. Хората постригвали късо косата си при траур.

## История
Първият им контакт с европейците бил доста травматичен за тях. На 6 ноември 1821 г. Луис Аргуло с военен ескорт от 67 мъже навлиза в земите им. През следващите години фермерите на юг избутват постепенно индианското население към тяхната територия. През март 1843 г. голям отряд от въоръжени заселници атакува селата им. Много индианци са убити и още повече са отведени като затворници.
Първите американци, които идват в земите им са Андрю Келси и Чарлс Стоун. Тяхното лошо отношение към индианците води до няколко инцидента, кулминацията на които е убиството на двамата през 1849 г. Американската армия през 1850 г. избива голям брой индианци, които се били оттеглили на един остров в Клеър Лейк.